# David Joy (cầu thủ bóng đá)
David Frederick Joy (sinh ngày 23 tháng 9 năm 1943) là một cựu cầu thủ bóng đá từng thi đấu cho Huddersfield Town và York City.